# Jesse Spencer
Jesse Gordon Spencer (Melbourne, Victoria; 12 de febrero de 1979) es un actor y músico australiano, conocido principalmente por su personificación de Billy Kennedy en la serie Neighbours, Dr. Robert Chase en la serie televisiva House M. D. y Matt Casey en la serie  Chicago Fire. También es uno de los componentes de la banda benéfica Band From TV.

## Biografía
Nació en Melbourne (Australia) el 12 de febrero de 1979 en el St George's Hospital. Sus padres son Rodney y Robyn Spencer. Tiene dos hermanos mayores, Tarney y Luke, y una hermana menor, Polly, todos médicos.
Desde pequeño presentó habilidades musicales, tocando el violín desde los diez años, el piano, la guitarra y el bajo, entre otros, simplemente por el hecho de disfrutar la música. Spencer cantó en el grupo musical "Australian Boys Choir" durante varios años.
Asistió a la escuela primaria Canterbury, a Malvern Central School y a Scotch College. Luego, se le ofreció un lugar en la Universidad de Melbourne en la carrera de Medicina; sin embargo, Jesse la rechazó ya que la actuación era lo que él quería.
Tiempo después, se mudó a Londres, donde vivió por un tiempo, pero actualmente reside en Los Ángeles, Estados Unidos.

## Carrera
Comenzó su carrera en la actuación en la obra The King and I en el State Theatre en 1991. Al año siguiente participó en la obra Winnie the Pooh presentada en el Alexander Theatre y en 1993 intervino en Scrooge en el Princess Theatre.
Ese mismo año apareció en Time Trax (Warner Brothers) como un joven extraterrestre.
Entre 1994-2000 fue contratado para trabajar en la serie televisiva Neighbours en el papel de Billy Kennedy.
También trabajó en obras como Peter Pan y Jack & the Beanstalk fuera de Australia, y participó en Hercules: The Animated Series de Disney.
Ha participado en los filmes Lorna Donne (2000), Winning London (2001) con las gemelas Olsen, Stranded (2002]), Swimming Upstream (2003), Uptown Girls (2003), donde interpretó canciones como Molly Smiles, Sheets of Egyptian Cotton y Night of Love, Death in Holy Orders (2003) y Flourish (2006), donde aparece con su compañera de trabajo en la serie House M.D. Jennifer Morrison.
Además, participó en el piloto de Fear Itself (2005). 
Su papel más destacado en televisión fue en la serie House M.D., donde llevó a cabo el papel del doctor Robert Chase, desde 2004 hasta 2012.
Actualmente trabaja en el drama de la NBC, Chicago Fire en un rol protagónico donde lleva a cabo el papel del bombero y capitán Matt Casey.

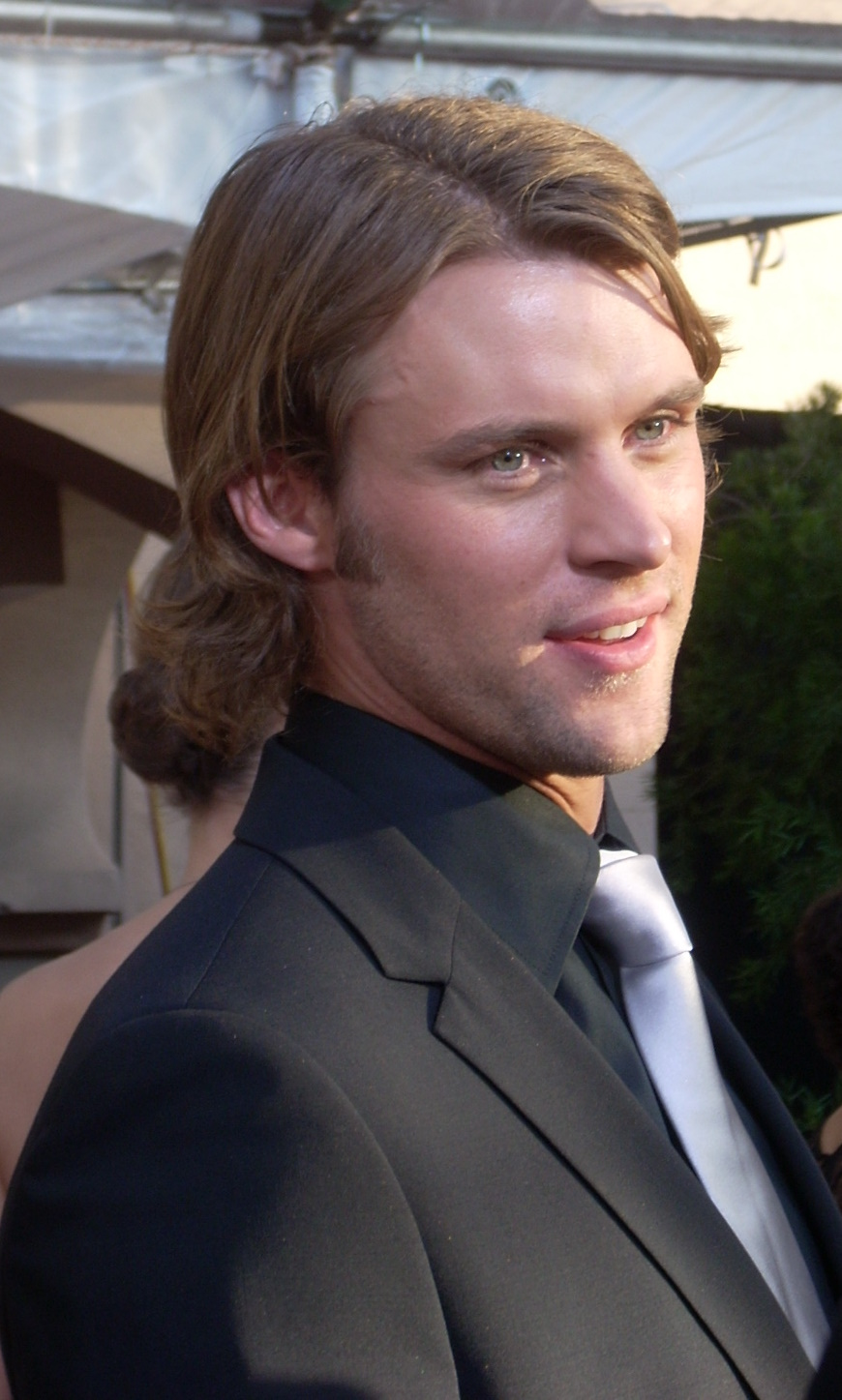
Spencer en los SAG Awards 2008.

## Vida privada
Entre sus parejas más recientes figura la actriz Jennifer Morrison. Con esta última mantuvo una relación y posterior compromiso en París el 23 de diciembre de 2006 tras su filmación en la serie House M.D.. Su relación se hizo pública e incluso aparecieron en la revista InStyle Weddings, sin embargo, terminaron su compromiso el 15 de agosto de 2007, pero continúan siendo amigos.
Tuvo una muy breve relación con Cordelia Bugeja una actriz británica. En 2010 se lo vio tener una relación con Louise Griffiths, cantante, modelo y actriz inglesa, pero el romance no duró mucho. Del 2010 al 2013 mantuvo una relación sentimental con la surfista brasileña Maya Gabeira. Él comenzó a salir con la científica investigadora Kali Woodruff, después de conocerla en un festival de música en Chicago en 2014. Ellos se casaron el 27 de junio del 2020 en una ceremonia íntima y privada en Neptune Beach, Florida. En abril de 2022, nació el primer hijo de la pareja, un niño.
Spencer se convirtió en ciudadano estadounidense en noviembre de 2021.
También es reconocido por ser un surfista extremo, forma parte de la surfrider foundation.

## Premios
Fue nominado a la categoría de "Actor más popular" de los Premios Logie en 1998 y 1999 por la serie Neighbours. Además recibió una nominación en 2005 como Actor revelación en los Teen Choice Awards por la serie House. En mayo de 2006, recibió el premio "Golden Boomerang" de Australians in Film, por su rol en House, junto con Jacinda Barrett, James Wan y Leigh Whannell. En 2007, la revista People lo nombró uno de los "100 hombres más atractivos". También recibió el premio Mejor Interpretación de reparto en una serie de drama" en los premios 2009 del Sindicato de Actores.

## Filmografía

### Cine
| Año  | Título                | Rol                    | Notas                                  |
| ---- | --------------------- | ---------------------- | -------------------------------------- |
| 2000 | Lorna Doone           | Marwood De Whichehalse |                                        |
| 2001 | Winning London        | Lord James Browning    |                                        |
| 2001 | Curse of the Talisman | Jeremy Campbell        | Hecha para la TV                       |
| 2002 | Stranded              | Fritz Robinson         | Hecha para la TV                       |
| 2003 | Swimming Upstream     | Tony Fingleton         | Basada en una autobiografía            |
| 2003 | Uptown Girls          | Neal Fox               |                                        |
| 2003 | Death in Holy Orders  | Raphael Arbuthnot      | Hecha para la TV, basada en una novela |
| 2005 | Fear Itself           | Pilot                  |                                        |
| 2006 | Flourish              | Eddie Gator            |                                        |

### Televisión
| Año             | Título                                | Rol                    | Notas |
| --------------- | ------------------------------------- | ---------------------- | ----- |
| 1994            | Time Trax                             | Young Bill             |       |
| 1994-2000, 2005 | Neighbours                            | Billy Kennedy          |       |
| 1998            | Hércules                              | Triten Jr.             | voz   |
| 2002            | Always Greener                        | Kyle                   |       |
| 2005            | Blue Heelers                          | Lee Cruickshank        |       |
| 2007            | The Morning Show With Mike and Juliet | Él mismo               |       |
| 2004-2012       | House M.D.                            | Dr. Robert Chase       |       |
| 2012-2022       | Chicago Fire                          | Matt Casey (Principal) |       |
| 2013            | Phineas y Ferb                        | Liam                   | voz   |